# Serreta (Angra do Heroísmo)
Serreta ist eine Gemeinde (Freguesia) im portugiesischen Kreis (Município) Angra do Heroísmo auf der Azoren-Insel Terceira. In ihr leben 316 Einwohner (Stand 19. April 2021).
Etwa drei Kilometer nordwestlich von Serreta steht auf der Klippe Ponta da Queimado in einer Höhe von 81 Metern der Farol da Ponta da Serreta. Das heutige Bauwerk ist bereits der dritte Leuchtturm an dieser Stelle.